# 1 del Llangardaix
1 del Llangardaix (1 Lacertae) és un estel en la constel·lació del Llangardaix situat prop del límit amb Pegàs.
Amb una magnitud aparent de +4,13, és el segon estel més brillant de la constel·lació després d'α Lacertae.
S'hi troba a una distància aproximada de 627 anys llum respecte al Sistema Solar.
1 del Llangardaix és una gegant o gegant lluminosa taronja de tipus espectral K3II-III amb una temperatura efectiva entre 4260 y 4350 K. El seu diàmetre és 51 vegades més gran que el del Sol i brilla amb una lluminositat 3500 cops superior a la lluminositat solar.
Considerada una gegant pobre en metalls, el seu índex de metal·licitat és [Fe/H] = -0,12, comparable al d'Alphard (α Hydrae), estrella de característiques molt semblants.
Gira sobre si mateixa amb una velocitat projectada de 3,6 km/s, encara que un altre estudi eleva aquesta xifra fins a 7,6 km/s.
Encara que inicialment es pensava que 1 del Llangardaix podia ser una estrella variable, posteriors estudis descarten aquesta variabilitat.